# Gwyneth Jones
Gwyneth Jones (n. 7 noiembrie 1936, Pontypool⁠(d), Țara Galilor, Regatul Unit) este o cântăreață de operă galeză, soprană dramatică. Este considerată una dintre cele mai mari soprane wagneriene din a doua jumătate a secolului al XX-lea.